# Moyie Springs
Moyie Springs és una població dels Estats Units a l'estat d'Idaho. Segons el cens del 2000 tenia 656 habitants.

## Demografia
Segons el cens del 2000, Moyie Springs tenia 656 habitants, 240 habitatges, i 177 famílies. La densitat de població era de 166,6 habitants/km².
Dels 240 habitatges en un 38,3% hi vivien nens de menys de 18 anys, en un 60,8% hi vivien parelles casades, en un 9,6% dones solteres, i en un 26,3% no eren unitats familiars. En el 18,3% dels habitatges hi vivien persones soles el 5% de les quals corresponia a persones de 65 anys o més que vivien soles. El nombre mitjà de persones vivint en cada habitatge era de 2,73 i el nombre mitjà de persones que vivien en cada família era de 3,14.
Per edats la població es repartia de la següent manera: un 32,8% tenia menys de 18 anys, un 6,9% entre 18 i 24, un 27,9% entre 25 i 44, un 20,7% de 45 a 60 i un 11,7% 65 anys o més.
L'edat mediana era de 32 anys. Per cada 100 dones de 18 o més anys hi havia 90,9 homes.
La renda mediana per habitatge era de 35.781 $ i la renda mediana per família de 36.042 $. Els homes tenien una renda mediana de 32.788 $ mentre que les dones 30.500 $. La renda per capita de la població era de 15.516 $. Aproximadament el 13,6% de les famílies i el 17,6% de la població estaven per davall del llindar de pobresa.

## Poblacions més properes
El següent diagrama mostra les poblacions més properes.